# Henri Crolla
Henri Crolla (eigentlich Enrico Crolla, * 26. Februar 1920 in Neapel; † 17. Oktober 1960 in Paris) war ein italienisch-französischer Jazz-Gitarrist und Filmmusik-Komponist.

## Leben
Crolla stammt ursprünglich aus Italien, doch seine Familie zog 1922 nach Frankreich. Sie lebten dann im Pariser Viertel an der Porte de Choisy, wo auch die Familie von Django Reinhardt lebte. Er machte schon früh Bekanntschaft mit Jacques Prévert und spielte schon in Jugendjahren in Pariser Cafés und Jazzclubs wie im La Boîte à Sardines, wo damals auch Coleman Hawkins auftrat. Der Zweite Weltkrieg unterbrach seine Karriere; er wurde in Italien mobilisiert, desertierte aber und kehrte nach Frankreich zurück. In den Kriegsjahren schlug er sich mit Gelegenheitsarbeiten und seltenen Auftrittsmöglichkeiten durch. Erst 1946 wurde er als französischer Staatsbürger naturalisiert.
Er arbeitete in den 1940/50er Jahren in der französischen Nachkriegs-Jazzszene, u. a. mit Stephane Grappelli, André Hodeir, dem Bassisten Emmanuel Soudieux und dem Pianisten Léo Chauliac sowie dem Sänger Yves Montand, den er von 1947 bis 1953 begleitete und mit ihm erneut 1957/58 auftrat. 1954/55 spielte er im Club Saint Germain mit  Grappelli und Soudieux. 1955 machte Crolla erste Aufnahmen unter eigenem Namen für das französische Label Vèga, an denen u. a. Martial Solal, Georges Arvanitas und Soudieux mitwirkten. Henri Crolla betätigte sich außerdem als Komponist für Filmmusik; zusammen mit André Hodeir  war er an Filmmusiken von Filmen mit Jean Gabin, Jeanne Moreau und Brigitte Bardot beteiligt.
Zwischen 1955 und 1958 nahm er weitere Musik in verschiedenen Bereichen, wie dem Jazz, der Filmmusik und der populären Unterhaltungsmusik, auf und ging mit Montand auf eine Tournee in die Sowjetunion; 1956 hatte er einen ersten Filmauftritt als Komödiant in der Filmburlesque von Grimault und Pierre Prévert.
1958 erschien die Django Reinhardt-Hommage  Notre Ami Django mit Grappelli und Hubert Rostaing als Gastsolisten und einem Programm, das mit dem 1953 verstorbenen Gitarristen in Verbindung gebracht wird. Weitere Mitwirkende sind Roger Guérin, René Urtreger, Géo Daly, Pierre Lemarchand, Al Levitt, Emmanuel Soudieux und Christian Garros.
Außerdem entstand 1958 ein Film von Paul Paviot über diese Hommage à Django en 58, in der Hubert Rostaing, Joseph Reinhardt, Stéphane Grappelli und Crolla auftreten.
Durch die Familie Prévert bekam Crolla immer mehr die Verbindung zum Film; Ende 1958 hatte er eine größere Rolle in einem Film von Henri Fabiani (Le bonheur est pour demain). Crolla starb am Ende einer Tournee im Alter von nur 40 Jahren.

## Diskographische Hinweise
- Begin the Beguine (Emarcy, 1955) mit Martial Solal, Georges Arvanitas, Emmanuel Soudieux
- Notre Ami Django (Emarcy, 1956–58) mit Roger Guerin, Hubert Rostaing, René Urtreger, Stephane Grappelli, Pierre Lemarchand, Al Levitt

## Filmografie (Auswahl)
- 1955: Gas-Oil (Gas-Oil)
- 1956: Pariser Luft (Cette sacrée gamine)
- 1957: Die Pariserin (Une Parisienne)
- 1958: Ein Liebespaar (Péché de jeunesse)
- 1959: Wollen Sie mit mir tanzen? (Voulez-vous danser avec moi)
- 1959: Dem Teufel verschrieben (L'ambitieuse)
- 1959: Mädchen des Lasters (Ce corps tant désiré)
- 1959: Tantchens tolle Neffen (Les motards)
- 1959: Der Sturm bricht los (Le vent se lève)
- 1960: Brasilianische Rhapsodie (Os Bandeirantes )
- 1960: Die Französin und die Liebe (La française et l'amour) (Episode: "Le Divorce")
- 1961: Amour in St. Tropez (Saint-Tropez Blues )
- 1961: Das Glück ist für Morgen (Le bonheur est pour demain)
- 1964: Welt ohne Sonne (Le monde sans soleil)